# 11770 Rudominkowski
A 11770 Rudominkowski (ideiglenes jelöléssel 3163 T-2) a Naprendszer kisbolygóövében található aszteroida. Cornelis Johannes van Houten,  Ingrid van Houten-Groeneveld és Tom Gehrels fedezte fel 1973. szeptember 30-án.